# Chunwang
Chunwang (nepalski: चुनवाङ) – gaun wikas samiti w zachodniej części Nepalu w strefie Rapti w dystrykcie Rukum. Według nepalskiego spisu powszechnego z 2001 roku liczył on 534 gospodarstw domowych i 3477 mieszkańców (1710 kobiet i 1767 mężczyzn).